# لا ویر کوربین-ونگ
لا ویر کوربین-ونگ (انگلیسی: La'Vere Corbin-Ong؛ زادهٔ ۲۲ آوریل ۱۹۹۱) بازیکن فوتبال اهل بریتانیا است.
از باشگاه‌هایی که در آن بازی کرده‌است می‌توان به باشگاه فوتبال اف‌اس‌وی فرانکفورت اشاره کرد.
وی همچنین در تیم‌های ملی فوتبال کانادا و مالزی بازی کرده‌است.